# 김현수 (1988년생 야구 선수)
김현수(金賢洙 , 1988년 1월 12일~)는 KBO 리그 LG 트윈스의 외야수이다. 

## 아마추어 시절
신일고등학교 시절 이영민 타격상을 받을 정도로 타격에 뛰어난 자질을 보였지만, 외야수로서는 발이 느리고 근성이 없다는 스카우트들의 평가로 2006년 신인 드래프트에서 프로 팀의 지명을 받지 못했다.

## 한국 프로야구 시절

### 두산 베어스시절
2006년에 신고선수로 입단하였다.

#### 2007년
주로 2군에서 활동하다가 99경기에 출전해 2할대 타율, 87안타를 기록했다. 신일고등학교 시절에는 종종 스위치 히터로 나섰으나 데뷔 후에는 좌타석에만 들어섰다.

#### 2008년
시즌 전 경기에 출전해 168안타, 3할대 타율, 4할대 출루율로 타격왕, 최다 안타, 최고 출루율 타이틀을 획득했고, 골든 글러브(외야수 부문)를 수상했다. 2008 시즌 후, 연봉 계약 협상에서 전년 대비 200% 인상인 1억 2,600만원에 계약을 체결함으로써 억대 연봉에 진입했고, 200% 인상은 팀 연봉 협상 사상 최대 인상율 타이 기록이었다.

#### 2009년
전 시즌에 비해 장타력이 월등히 향상됐다. 당시 팀의 주포이자 4번 타자였던 김동주가 잔부상에 시달릴 때 4번 타자로서 자주 출장했다. 시즌 중 주 포지션인 좌익수가 아닌 1루수로도 출전했으며, 당시 감독이었던 김경문이 다음 시즌에는 4번 타자, 1루수로 기용한다고 밝혔다. 올스타전에서 역대 최다 득표를 획득했다. 높은 타율을 기록했지만 박용택에 밀려 타격왕을 수상하지 못했다. 시즌 후 연봉 계약 협상에서 전년 대비 100% 인상인 2억 5,200만원에 체결하며 5년차 타자 최고 연봉을 받게 됐다. KBO 리그 사상 첫 2시즌 연속 3할 5푼 이상을 기록했다.

#### 2010년
개막전에서 4안타를 기록했지만 그 이후로 부진했다.

#### 2011년
3할대 초반의 타율을 기록하며 지난 시즌보다 더욱 부진했고, 홈런은 11개가 줄어든 13홈런으로 시즌을 마감했다. 개막 한 달 4월간은 0.324의 타율로 선전했으나, 5월 타율 0.260로 주춤했고, 6월엔 다시 0.333의 타율을 기록하며 고타율을 유지했다. 7월엔 조금 주춤한 0.304의 타율을 기록했다. 8월과 9월엔 각각 0.295와 0.255의 타율을 기록하며 부진했다. 시즌 말 2할 9푼 8~9리 정도의 타율을 유지하던 그는 특유의 몰아치기를 선보이며 3할대 타율을 기록했다. 시즌 막판 몇 경기는 출장을 하지 않고 3할대 타율로 시즌을 마감해 4시즌 연속 3할 타율을 기록했다. 그의 기대치에 비한 부진은 소속팀의 4강 탈락에 적지 않은 영향을 미쳤다. 63삼진, 7실책을 기록했다. 7실책은 그가 기록한 실책 중 최다 기록이었다. 그러나 12개의 보살을 기록했다.

#### 2012년
데뷔 시즌인 2006년과 본격적으로 출장을 시작한 2007년을 제외하고 2008년 ~ 2011년까지 3할대 타율을 기록했던 그는 시즌 2할대 타율, 7홈런을 기록했고, 홈런이 지난 시즌보다도 줄어들었다. 8월 14일 넥센 히어로즈와의 경기에서 한현희를 상대로 솔로 홈런을 쳤지만, 우천으로 인해 기록이 무산됐다.

#### 2013년

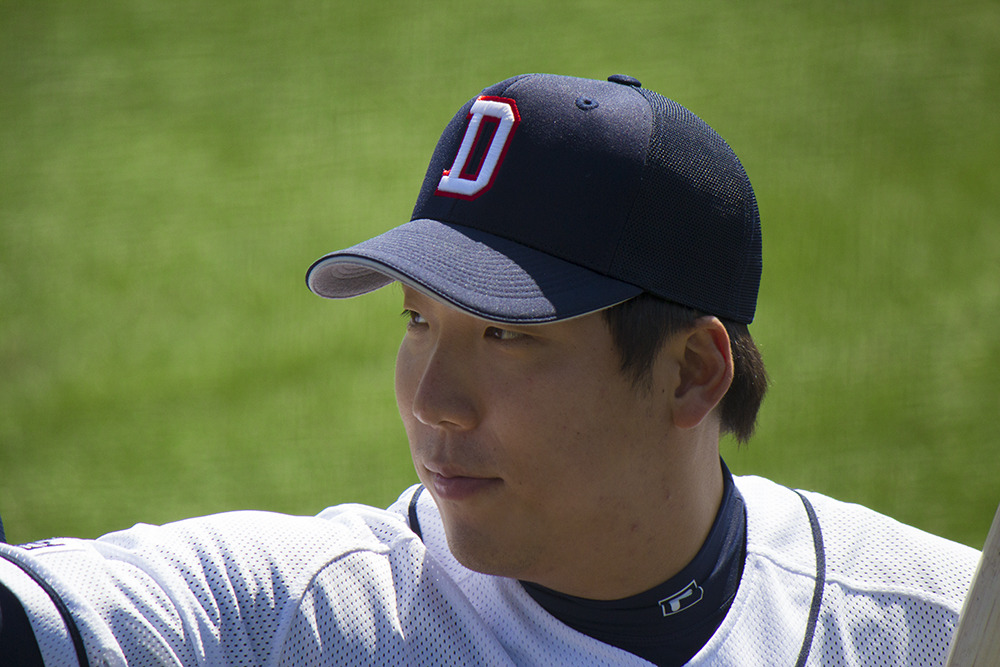
2013년 시즌 당시

3월 30일 삼성 라이온즈와의 개막전에서 배영수를 상대로 만루 홈런을 쳐 냈다. 이는 시즌 두 번째 만루 홈런이었다. 전반기까지는 2012년 시즌보다 1개 더 많은 8홈런을 기록했고, 팀 내에서는 홍성흔과 공동 1위로 전반기를 마감했다. 배영수에게서만 3홈런을 쳐 내 '배영수 킬러'라고 불렸다. 2013년 7월 31일 롯데 자이언츠전에서 송승준을 상대로 2년 만에 두 자릿 수 홈런을 쳐 냈다. 시즌 3할대 타율, 16홈런을 기록했다.

#### 2014년
3월 8일 넥센 히어로즈와의 시범 경기에서 오주원을 상대로 시범 경기 첫 홈런을 쳐 냈다. 시범 경기에서는 준수한 활약을 보여줬지만 개막전 이후 부진에 빠지기 시작했다. 이를 극복하기 위해 타격 장갑을 빼고 타석을 들어서거나 우타석에 서는 등 많은 노력 끝에 슬럼프에서 벗어났다. 4월 26일 NC 다이노스와의 경기에서 테드 웨버를 상대로 개인 통산 세 자릿수 홈런을 쳐 냈고, 이는 KBO 리그 64번째 기록이었다. 4월 29일 넥센 히어로즈와의 경기에서 손승락을 상대로 개인 통산 네 자릿수 안타를 쳐 냈다. 이는 KBO 리그 역대 67번째 기록이었다.

#### 2015년
시즌 초부터 타격감을 끌어올렸고, 시즌 후반부터는 붙박이 4번 타자를 맡으며 팀 타선을 이끌며 가을 야구 진출에 일조했다. 5년만에 20홈런, 6년만에 세 자릿수 타점을 돌파했으며 커리어 하이인 28홈런, 121타점을 기록했다. 특히 121타점은 팀 프랜차이즈 역대 한 시즌 최다 타점 신기록이었다. 또 KBO 리그 역대 6번째 세 자릿수 타점-세 자릿수 득점-세 자릿수 볼넷을 달성하며 커리어 하이를 기록했다. 한국시리즈에서도 19타수 8안타, 4타점, 7득점으로 활약하며 14년 만의 우승에 공헌했다. 시즌 후 WBSC 프리미어 12에 출전한 그는 한국의 우승과 함께 초대 MVP로 선정됐다. 2010년 이후 5년 만에 외야수 부문 골든글러브를 수상했다.

## 미국 프로야구 시절

### 볼티모어 오리올스시절
2015년 시즌 후 FA를 선언해 2년 700만 달러에 계약했다. 계약 당시 로스터 25인에 포함되고 마이너 리그 거부권을 가지는 조건이었으나 시범 경기 성적이 부진해 감독과 단장이 마이너 리그로 가라고 압력을 넣었다. 개막전 선수 소개 때는 홈 팬들에게 야유를 받으며 굴욕을 당했다. 하지만 4월 11일 MLB 데뷔전에서 3타수 2안타를 기록했고, 이는 한국 MLB 선수 최초 데뷔전 멀티 히트였다.

### 필라델피아 필리스시절
타격이 상당히 부진해 2017년 7월에 트레이드됐다.

## 한국 프로야구 복귀

### LG 트윈스시절
2017년 12월 19일 4년 총액 115억(계약금 65억, 연봉 50억)에 계약하며 이적했다.

#### 2018년
시즌 초반에는 주로 좌익수로 선발 출장했다. 외국인 타자이자 4번 타자였던 아도니스 가르시아가 부상으로 빠진 후 4번 타자와 1루수를 맡았다.

#### 2019년
3번 타자로 시즌을 시작했다. 토미 조셉의 부상, 부진으로 그가 4번 타자로 경기에 나서며 컨디션 조절에 애를 먹었다. 시즌 중후반에는 줄곧 3번 타자로만 나왔다.

#### 2020년
시즌 전 주장으로 선임됐다. 두산 베어스와의 개막전에서 시즌 첫 홈런을 기록했다.

#### 2021년
2년 연속으로 주장을 맡았다.
시즌 140경기에 출전해 2할대 타율, 144안타(17홈런), 96타점을 기록했다.
시즌 후 FA 자격을 얻었고, 4+2년 총액 115억원으로 잔류했다.

#### 2022년
시즌 141경기에 출전해 2할대 타율, 150안타(23홈런), 106타점을 기록했다.

#### 2023년
시즌 133경기에 출전해 2할9푼3리의 타율과, 6홈런 88타점을 기록하였고, 팀의 29년만에 통합우승에 기여하였다.

#### 2024년
시즌 중 주장으로 선임되었다.

## 수상
- 2010년 7월 24일 올스타전 G마켓 홈런 레이스에서 10홈런을 쳐 내며 역대 최다 홈런 레이스 기록과 함께 상금 300만원을 받았다. 또한 2014년 올스타전 홈런 레이스에서 자신의 결선 최다 홈런 신기록이었던 10홈런을 경신해 14홈런으로 우승을 차지했다.

## 국가대표 경력

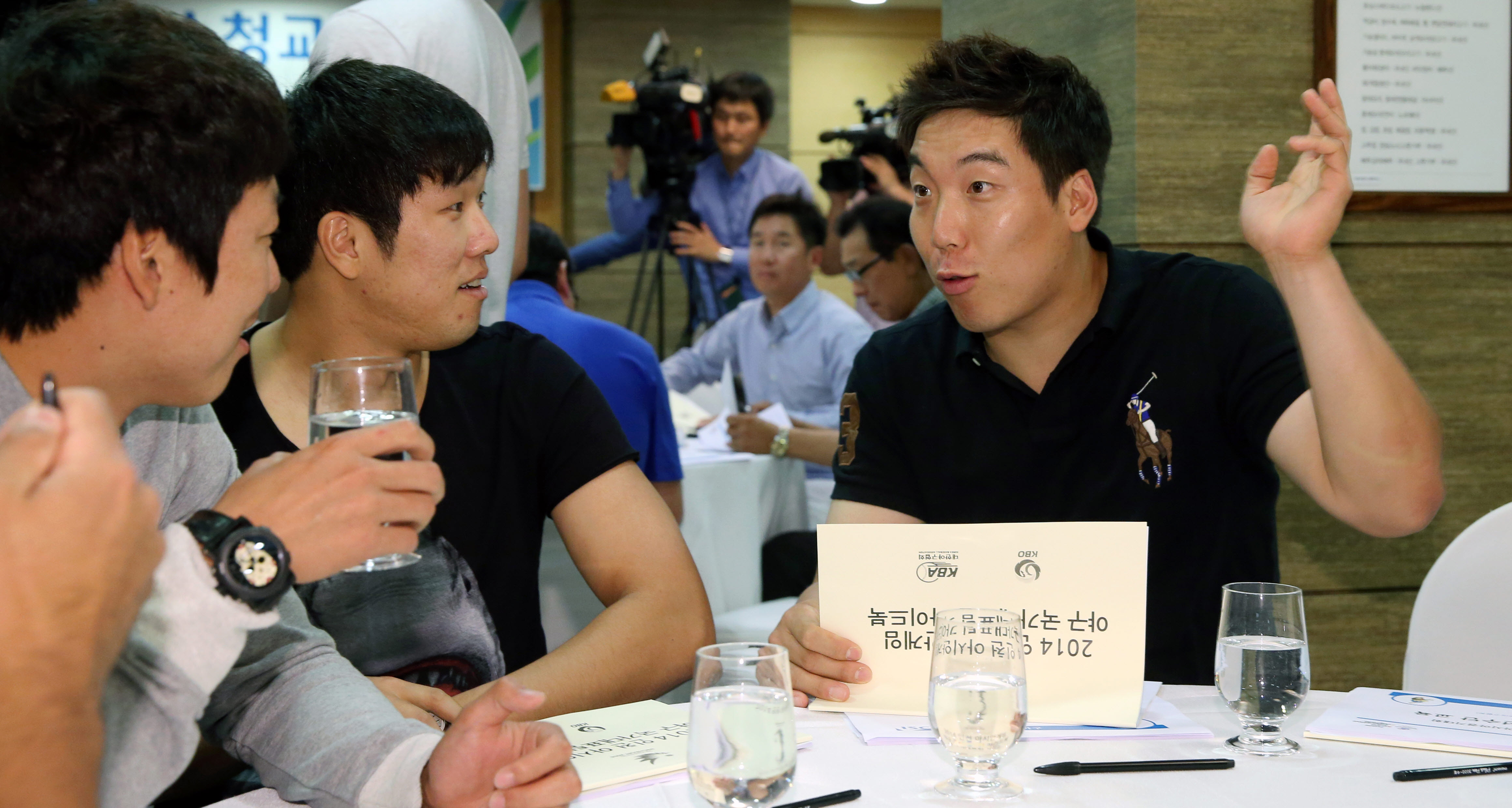
2014년 인천 아시안 게임 당시의 모습.

### 2008년 하계 올림픽
타율 0.421, 19타수 8안타

### 2009년WBC
타율 0.393, 28타수 11안타

### 2010년 아시안 게임
타율 0.500, 10타수 5안타

### 2014년 아시안 게임
타율 0.421, 19타수 8안타

### 2015년 프리미어 12
타율 0.333, 33타수 11안타

### 2020년하계 올림픽
주장으로 뽑혔다.
타율 0.400, 30타수 12안타
2021년 8월 1일 도미니카 공화국과의 경기에서 끝내기 안타를 쳐 냈다.

### 2023년WBC
타율 0.111, 9타수 1안타

## 별명
- 기계같은 타격을 보여 '타격 기계'라고 불린다.[9]
- 이름을 발음 그대로 쓴 '기멘수'라고 불린다.
- 만화 짱구는 못말려의 캐릭터 '맹구'와 닮은 꼴이어서 그의 성과 '맹구'라고 불린다.
- 득점권에 강해 ‘득점권 괴물’이라고 불린다.

## 트리비아
- 2006년 신인 드래프트에서 두산 베어스에 1차 지명된 투수 남윤성이 입단을 거부하고 텍사스 산하 마이너 리그 팀에 입단해 그와 같은 고등학교였던 그를 지명하지 않았다는 이야기가 있다.

## 출신 학교
- 서울쌍문초등학교
- 서울 신일중학교
- 신일고등학교

## 방송
- 《천하무적 야구단》 (2009년)
- 《스타 골든벨 1학년 1반》 (2009년 11월 7일, KBS)
- 《SNL 코리아》 (2013년, tvn)
- 《런닝맨》 (2013년 11월 24일, SBS)
- 《아는 형님》 (2016년 12월 24일, JTBC)
- 《인생술집》 (2016년 12월 29일, tvN)

## 통산 기록
| 연 도           | 소 속           | 나 이           | 출 장 | 타 석 | 타 수 | 득 점 | 안 타 | 2 루 타 | 3 루 타 | 홈 런 | 타 점 | 도 루 | 도 실 | 볼 넷 | 삼 진 | 타 율 | 출 루 율 | 장 타 율 | O P S | 루 타 | 병 살 타 | 몸 맞 | 희 타 | 희 플 | 고 4 |
| --------------- | --------------- | --------------- | ----- | ----- | ----- | ----- | ----- | ------- | ------- | ----- | ----- | ----- | ----- | ----- | ----- | ----- | -------- | -------- | ----- | ----- | -------- | ----- | ----- | ----- | ---- |
| 2006            | 두산            | 18              | 1     | 1     | 1     | 0     | 0     | 0       | 0       | 0     | 0     | 0     | 0     | 0     | 0     | .000  | .000     | .000     | .000  | 0     | 0        | 0     | 0     | 0     | 0    |
| 2007            | 두산            | 19              | 99    | 353   | 319   | 33    | 87    | 19      | 3       | 5     | 32    | 5     | 2     | 26    | 46    | .273  | .335     | .398     | .733  | 127   | 12       | 5     | 1     | 2     | 1    |
| 2008            | 두산            | 20              | 126   | 558   | 470   | 83    | 168   | 34      | 5       | 9     | 89    | 13    | 8     | 80    | 40    | .357  | .454     | .509     | .963  | 239   | 12       | 5     | 0     | 2     | 1    |
| 2009            | 두산            | 21              | 133   | 572   | 482   | 97    | 172   | 31      | 6       | 23    | 104   | 6     | 6     | 80    | 59    | .357  | .448     | .589     | 1.037 | 284   | 7        | 4     | 0     | 6     | 5    |
| 2010            | 두산            | 22              | 132   | 565   | 473   | 88    | 150   | 29      | 0       | 24    | 89    | 4     | 8     | 78    | 64    | .317  | .414     | .531     | .945  | 251   | 9        | 6     | 0     | 8     | 6    |
| 2011            | 두산            | 23              | 130   | 561   | 475   | 71    | 143   | 25      | 2       | 13    | 91    | 5     | 3     | 71    | 63    | .301  | .392     | .444     | .836  | 211   | 15       | 6     | 0     | 9     | 9    |
| 2012            | 두산            | 24              | 122   | 491   | 437   | 47    | 127   | 17      | 1       | 7     | 65    | 6     | 3     | 46    | 50    | .291  | .359     | .382     | .741  | 167   | 9        | 3     | 0     | 5     | 2    |
| 2013            | 두산            | 25              | 122   | 510   | 434   | 63    | 131   | 23      | 1       | 16    | 90    | 2     | 4     | 62    | 71    | .302  | .382     | .470     | .852  | 204   | 6        | 2     | 0     | 12    | 10   |
| 2014            | 두산            | 26              | 125   | 528   | 463   | 75    | 149   | 26      | 0       | 17    | 90    | 2     | 0     | 53    | 45    | .322  | .396     | .488     | .884  | 226   | 10       | 7     | 0     | 5     | 5    |
| 2015            | 두산            | 27              | 141   | 630   | 512   | 103   | 167   | 26      | 0       | 28    | 121   | 11    | 5     | 101   | 63    | .326  | .438     | .541     | .979  | 277   | 13       | 8     | 0     | 9     | 12   |
| 2016            | BAL             | 28              | 95    | 346   | 305   | 36    | 92    | 16      | 1       | 6     | 22    | 1     | 3     | 36    | 51    | .302  | .382     | .420     | .801  | 128   | 5        | 4     | 0     | 1     | 0    |
| 2017            | BAL             | 29              | 56    | 142   | 125   | 11    | 29    | 4       | 0       | 1     | 10    | 0     | 0     | 12    | 27    | .232  | .305     | .288     | .593  | 36    | 2        | 2     | 0     | 2     | 0    |
| 2017            | PHI             | 29              | 40    | 97    | 87    | 9     | 20    | 4       | 1       | 0     | 4     | 0     | 0     | 10    | 19    | .230  | .309     | .299     | .608  | 26    | 1        | 0     | 0     | 0     | 1    |
| '17합           | PHI             | 29              | 96    | 239   | 212   | 20    | 49    | 8       | 1       | 1     | 14    | 0     | 0     | 22    | 46    | .231  | .307     | .292     | .599  | 62    | 3        | 2     | 0     | 2     | 1    |
| 2018            | LG              | 30              | 117   | 511   | 453   | 95    | 164   | 39      | 2       | 20    | 101   | 1     | 3     | 47    | 61    | .362  | .415     | .589     | 1.004 | 267   | 9        | 1     | 0     | 10    | 6    |
| 2019            | LG              | 31              | 140   | 595   | 526   | 75    | 160   | 37      | 0       | 11    | 82    | 3     | 1     | 54    | 52    | .304  | .370     | .437     | .807  | 230   | 11       | 6     | 0     | 9     | 9    |
| 2020            | LG              | 32              | 142   | 619   | 547   | 98    | 151   | 35      | 2       | 22    | 119   | 0     | 2     | 63    | 53    | .331  | .397     | .523     | .920  | 286   | 9        | 2     | 0     | 7     | 7    |
| 2021            | LG              | 33              | 140   | 595   | 506   | 70    | 144   | 23      | 1       | 17    | 97    | 3     | 0     | 77    | 42    | .285  | .377     | .435     | .811  | 220   | 7        | 3     | 0     | 9     | 5    |
| KBO 통산 : 14년 | KBO 통산 : 14년 | KBO 통산 : 14년 | 1670  | 7089  | 6098  | 998   | 1943  | 364     | 23      | 212   | 1170  | 61    | 45    | 838   | 709   | .319  | .401     | .490     | .891  | 2989  | 129      | 58    | 1     | 93    | 78   |
| MLB 통산 : 2년  | MLB 통산 : 2년  | MLB 통산 : 2년  | 191   | 585   | 517   | 56    | 141   | 24      | 2       | 7     | 36    | 1     | 3     | 58    | 97    | .273  | .351     | .468     | .719  | 190   | 8        | 6     | 0     | 3     | 1    |

- 굵은 글씨는 해당 시즌 최고 기록